# Jamie Gray Hyder
Jamie Gray Hyder (27 de abril de 1985) es una actriz y modelo estadounidense. Hyder realizó un trabajo de captura de voz y movimiento para el papel de la teniente Nora Salter en Call of Duty: Infinite Warfare. También interpretó a Lucia Solano en la temporada 2 de Graceland y a la mujer lobo Danielle en las temporadas 5 y 6 de True Blood. Interpreta a la oficial Katriona "Kat" Tamin en Ley y orden: Unidad de víctimas especiales.

## Biografía
Hyder es de ascendencia libanesa por parte de su padre y asistió a la escuela secundaria JEB Stuart High School en Falls Church y la Universidad de Georgia. 
Hyder interpretó a Echo en el videojuego en primera persona de 2013 Killzone: Shadow Fall, el primero producido por Guerrilla Games hecha para la  PlayStation 4.
En el 12 de agosto de 2014 actuó junto a Andrew Keegan y Ray Liotta en el video oficial de «Lovers on the Sun», el sencillo principal del sexto álbum de estudio de David Guetta, Listen.
En 2016, interpretó a la teniente Nora Salter en Call of Duty: Infinite Warfare, que se estrenó el 4 de noviembre.
En 2019, se unió al elenco de Ley y orden: Unidad de víctimas especiales en su temporada 21 como la oficial Katriona "Kat" Tamin, inicialmente recurrente antes de ser promovida a personaje regular a partir del octavo episodio de la temporada. El personaje de Hyder en el programa es bisexual, lo que la convierte en la primera oficial LGBT y la segunda protagonista LGBT, siendo el primero el Dr. George Huang, interpretado por el actor gay BD Wong.
Es la operadora Roze de Shadow Company en el videojuego Call of Duty: Modern Warfare de 2019 (Warzone)

## Filmografía

### Cine
| Año  | Título                         | Papel    | Notas                |
| ---- | ------------------------------ | -------- | -------------------- |
| 2022 | Green Lantern: Beware My Power | Hawkgirl | Voz. Directo a vídeo |

### Televisión
| Año       | Título                            | Papel                                              | Notas                     |
| --------- | --------------------------------- | -------------------------------------------------- | ------------------------- |
| 2010      | Sons of Tucson                    | Esparanza                                          | "Family Album"            |
| 2012-2013 | True Blood                        | Danielle                                           | 11 Episodios              |
| 2014-2015 | Graceland                         | Lucía Solano                                       | 13 Episodios              |
| 2016      | NCIS                              | Suboficial de la Marina de Primera Clase Heidi Orr | "Sister City: Part 1"     |
| 2016      | Bones                             | Alex Duffy                                         | "The Movie in the Making" |
| 2016      | Rizzoli & Isles                   | Donna Marks                                        | "65 Hours"                |
| 2017-2018 | Voltron: Legendary Defender       | Zethrid                                            | Voz, 14 Episodios (T 3-8) |
| 2017      | Mentes criminales                 | Kimberly Desmond                                   | "Blue Angel"              |
| 2017      | Inhumans                          | Jen                                                | 3 Episodios               |
| 2018      | The Last Ship                     | Nina Garside                                       | 3 Episodios               |
| 2019-2021 | Law & Order: Special Victims Unit | Oficial Katriona "Kat" Tamin                       | Papel principal (T 21-23) |
| 2021      | Sugar Plum Twist                  | Natalia                                            | Película de Hallmark      |

### Videojuegos
| Año  | Título                         | Papel                | Notas                                              |
| ---- | ------------------------------ | -------------------- | -------------------------------------------------- |
| 2013 | Killzone: Shadow Fall          | Echo                 | Voz                                                |
| 2016 | Call of Duty: Infinite Warfare | Teniente Nora Salter | Voz y Captura de movimiento                        |
| 2019 | Call of Duty: Modern Warfare   | Roze                 | Voz                                                |
| 2019 | Need for Speed Heat            | Jugador (femenino)   | Voz y Personaje Modelo (opción femenina caucásica) |

### Vídeo musical
| Año  | Título                   | Artista         | Papel     | Notas |
| ---- | ------------------------ | --------------- | --------- | ----- |
| 2009 | "A Dustland Fairytale"   | The Killers     | Principal |       |
| 2009 | "Face Drop"              | Sean Kingston   | Principal |       |
| 2009 | "Heartbreak Warfare"     | John Mayer      | Principal |       |
| 2010 | "Heart Heart Heartbreak" | Boys Like Girls | Principal |       |
| 2010 | "Hot-n-Fun"              | N.E.R.D.        | Principal |       |
| 2014 | "Lovers on the Sun"      | David Guetta    | Principal |       |